# GSC5409-2827
GSC5409-2827 — хімічно пекулярна зоря спектрального класу B9, що має видиму зоряну величину в смузі V приблизно  9,9.